# Pristimantis meridionalis
Pristimantis meridionalis är en groddjursart som först beskrevs av Lehr och William Edward Duellman 2007.  Pristimantis meridionalis ingår i släktet Pristimantis och familjen Strabomantidae. IUCN kategoriserar arten globalt som otillräckligt studerad. Inga underarter finns listade i Catalogue of Life.